# تله‌ای برای آدم‌کش
تله‌ای برای آدم‌کش (فرانسوی: Roger la Honte‎) فیلمی فرانسوی-ایتالیایی و محصول سال ۱۹۶۶ می‌باشد.